# Bredereiche
Bredereiche är en ortsteil i staden Fürstenberg/Havel i Landkreis Oberhavel i förbundslandet Brandenburg i Tyskland. Bredereiche var en kommun fram till den 26 oktober 2003 när den uppgick i Fürstenberg/Havel. Bredereiche hade 871 invånare 1996.